# Unilever
Unilever (Euronext: UNA, ULVR, NYSE: UN) es una empresa multinacional británica creada en 1929 como resultado de la fusión de Margarine Unie, compañía neerlandesa de margarina, y Lever Brothers, fabricante inglés de jabones. Durante la segunda mitad del siglo XX la empresa se diversificó a base de productos hechos de aceites y grasas y amplió sus operaciones en todo el mundo. A la par, realizó numerosas adquisiciones corporativas, entre las que podemos citar las siguientes: Lipton (1971), Brooke Bond (1984), Chesebrough-Ponds (1987), Best Foods (2000), Ben & Jerry's (2000), Alberto-Culver (2010) y Dollar Shave Club (2016). En 1997, Unilever cedió sus actividades de productos químicos de especialidad a ICI. En 2015, bajo el liderazgo de Paul Polman, la compañía cambió gradualmente su enfoque hacia las marcas de salud y belleza, lejos de las marcas de alimentos que mostraban un crecimiento lento.
Unilever N.V. tiene una cotización primaria en Euronext Amsterdam y es un componente del índice AEX. Unilever plc tiene una cotización primaria en la Bolsa de Valores de Londres y es un componente del índice FTSE 100.
Los mayores competidores de Unilever son Procter & Gamble, Colgate-Palmolive, Nestlé, Kraft Foods, Mars, Johnson & Johnson, Reckitt Benckiser, Henkel y Pantene

## Historia
En 1872, Anton Jurgens, fundó la primera fábrica de margarina en el mundo en Oss, Países Bajos. Luego, en 1888, Samuel van den Bergh, también de Oss, abrió su fábrica de margarina en Kleve. Estas dos empresas fueron fusionadas en 1927 para formar Margarine Unie.
Por entonces comenzó a llegar a Gran Bretaña el aceite de palma procedente del África occidental británica, una producción presentada en Inglaterra como favorable para el desarrollo de las colonias y de los trabajadores nativos. En 1911, la empresa recibió una concesión de 750.000 hectáreas de bosque en el Congo Belga, sobre todo al sur de Bandundu, donde la administración colonial belga había implantado un duro sistema de trabajos forzados.
En 1922 Lever Brothers adquirió Mac Fisheries, propietario a su vez de T. Wall & Sons. En septiembre de 1929, Unilever se formó mediante la fusión de las operaciones de la empresa de margarina neerlandesa Unie y del fabricante de jabón británico Lever Brothers, con el nombre de la empresa resultante como portadora del nombre de ambas compañías. La fusión tuvo sentido comercial, ya que el aceite de palma era una materia prima importante tanto para la margarina como para los jabones, y podía importarse más eficientemente en grandes cantidades.
En la década de 1930 los negocios crecieron y se lanzaron nuevos proyectos en África y América. La ocupación nazi de Europa durante la Segunda Guerra Mundial significó para Unilever un duro golpe, pues comprendió que era incapaz de reinvertir su capital en Europa. De esta manera, adquirió nuevos negocios en el Reino Unido y los Estados Unidos. En 1943 adquirió T. J. Lipton, una participación mayoritaria en Frosted Foods (propietario de la marca Birds Eye) y Batchelors Peas, uno de los mayores enlatadores de verduras en el Reino Unido. En 1944, Pepsodent fue adquirido.
Después de 1945 los negocios de Unilever en EE. UU. (Lever Brothers y T.J. Lipton) comenzaron a declinar. Como resultado, Unilever comenzó a proponer una política de "manos libres" hacia las subsidiarias, y dejó a la gerencia estadounidense ocuparse de sus propios negocios.
Sunsilk se lanzó por primera vez en el Reino Unido en 1954. Dove fue lanzado por primera vez en EE. UU. en 1957. Unilever tomó la plena propiedad de Frosted Foods en 1957, que renombró como Birds Eye. El negocio de helado Good Humor de Estados Unidos fue adquirido en 1961.
A mediados de los años sesenta, el jabón de lavandería y las grasas comestibles todavía contribuían alrededor de la mitad de los beneficios empresariales de Unilever. Sin embargo, un mercado estancado para las grasas amarillas y la creciente competencia en detergentes y jabones de Procter & Gamble forzaron a Unilever a diversificarse. En 1971, Unilever adquirió la británica Lipton Ltd de Allied Suppliers. En 1978, National Starch fue adquirida por $ 487 millones, marcando la mayor adquisición extranjera de una compañía de EE. UU. en ese momento.
En diciembre de 2017, Unilever vendió su división de margarinas y untables a una empresa de inversión, KKR, por 6800 millones de euros. La venta se completó en julio de 2018. La compañía resultante recibió el nombre de Upfield. Marcas populares de Upfield son Flora, Rama, Blue Band, Violife o, en España, Tulipán.

## Marcas
Unilever cuenta con 400 o más marcas; sin embargo, la compañía se centra en las llamadas «marcas de mil millones de dólares»: trece marcas, cada una de las cuales factura anualmente más de mil millones de euros.
Las primeras 25 marcas de Unilever representan más del 70 % de sus ventas. Las marcas se reparten casi en su totalidad en estas categorías: alimentación, bebidas, hogar, cuidado personal y animal.
Como ejemplos de sus marcas más conocidas podríamos destacar: 
- Para el cuidado del hogar: Mimosín, Rinso, Omo, Drive (Chile), Quix, Skip (Argentina y resto), Opal, Marsella, Surf (Perú), Fab, Lavomatic, Coco Varela, Vel Rosa, Puro, Detergente 3D (Colombia), Cif, Soft, Domestos, Sun, Comfort.
- Para el cuidado personal: TRESemmé, Timotei, Axe/Lynx, Rexona, Savital, Fortident, Ego, Dove, Pond’s, Sedal, Signal, St. Ives, Williams, Vasenol, Pepsodent, Le Sancy.
- En la alimentación:  Maizena, Lipton, Knorr, Ligeresa, Calvé Food Solutions, Hellmann's, Malloa, JB (Chile), Doña Clara, Fruco (Colombia).
- En la fabricación de helados: Frigo, Heartbrand y Ben & Jerry's.

## Controversias
Una investigación de la BBC revela en 2023 que decenas de empleadas de Lipton en Kenia sufrieron abusos sexuales por parte de ejecutivos de la empresa. Las víctimas se vieron obligadas a ceder a las exigencias sexuales de sus jefes para conseguir o conservar sus puestos de trabajo.
En junio de 2023 más de veinte extrabajadores de la fábrica de jabones y velas, que desde hace treinta años producían velas de parafina con exclusividad para la empresa multinacional Unilever Argentina SA, denuncian precarización laboral, irregularidades en las contrataciones, falta de aportes y triangulación en las contrataciones para evadir obligaciones patronales.